# Jaroslav Linhart
Jaroslav Linhart (21. března 1923 - ???) byl český a československý politik Komunistické strany Československa a poslanec Sněmovny lidu Federálního shromáždění za normalizace.

## Biografie
K roku 1971 se profesně uvádí jako dělník. K roku 1976 jako politický pracovník.
Ve volbách roku 1971 zasedl do Sněmovny lidu (volební obvod č. 2 - Praha 2, hlavní město Praha). Mandát obhájil ve volbách roku 1976 (obvod Praha 2) a volbách roku 1981 (obvod Praha 2). Ve Federálním shromáždění setrval do konce funkčního období, tedy do voleb v roce 1986.